# 男達のメロディー
『男達のメロディー』（おとこたちのメロディー）は、1979年4月21日に、CBSソニーから発売されたSHŌGUNのシングル。

## 概要
SHŌGUNのデビュー曲。テレビドラマ『俺たちは天使だ!』の主題歌として使用され、50万枚を超えるヒット曲となった。
ギター＆ボーカルの芳野藤丸は、ケーシー・ランキンが作ったカントリー調のこの曲が大嫌いで、レコーディングの時に出だしの「走り、出したら」を、ふてくされながら歌った。しかし、予想外の大ヒットとなり、途端に大好きになったと語っている。
また、後年にはバラエティ番組『ザ!鉄腕!DASH!!』のコーナー「ソーラーカー 一筆書きで日本一周」のテーマとしても使用されたことでも知名度が高く、出演者であるTOKIOがアルバムにてカバーしている。
テレビ東京で放送されたテレビドラマ『俺たちは天使だ! NO ANGEL NO LUCK』のエンディングテーマ曲としても使用され、ししとうがこの曲をカバーした。

## 収録曲
1. 男達のメロディー（4分13秒）
2. サタデー・サイクロン（3分37秒）

- 作詞：喜多條忠(#1)、ケーシー・ランキン(#2)
- 作曲：ケーシー・ランキン
- 編曲：大谷和夫

## 曲名の表記
2曲とも、アルバム『SHŌGUN』には英字表記の「Otokotachi No Melody」「Saturday Cyclone」のタイトルで収録されている。ベスト・アルバムではどちらの表記が使われるのか統一されておらず、商品によって異なっている。なお、2006年発売のアルバム『Keep On Playing』では日本語詞によるリメイクと同時に新たに英語詞によるレコーディングが行われ、英語バージョンが「Otokotachi No Melody」、日本語バージョンが「男達のメロディー」のタイトルで収録されている。

## カバー
- WACK WACK RHYTHM BAND（1997年、シングル『男達のメロディー』・1998年、アルバム『WEEKEND JACK』に収録）
- ケーシー・ランキン（2000年、アルバム『みつ』に収録、セルフカバー）
- TOKIO（2005年、アルバム『ACT II』に収録）
- マキタスポーツ（2008年、アルバム『計算とソウル』に収録）
- ししとう（2009年）
- 河口恭吾（2013年）
- カンザスシティバンド（2015年）
- THE TOKYO（2018年、アルバム『男』に収録 [2]）